# Guerra italiana de 1542-1546
La guerra italiana de 1542-1546 fue un conflicto bélico enmarcado en el contexto de las Guerras Italianas, en el que se vieron enfrentados Francisco I de Francia y Solimán I del Imperio otomano contra Carlos V del Sacro Imperio Romano Germánico y Enrique VIII de Inglaterra.  Los enfrentamientos tuvieron lugar en Italia, Francia y los Países Bajos, incluyendo intentos de invasión contra España e Inglaterra.  El conflicto, económicamente ruinoso para los contendientes, tuvo un resultado nulo.
La tregua de Niza con la que terminó la guerra italiana de 1536 - 1538 se rompió en 1542 cuando Francisco I, aduciendo sus derechos sobre el Milanesado, declaró la guerra una vez más contra su eterno enemigo Carlos V.  La lucha, que comenzó en los Países Bajos, se vio agravada al año siguiente por la alianza franco-otomana en el asedio de Niza, y por una serie de maniobras militares en el norte de Italia que desembocaron en la batalla de Cerisoles.  Carlos y Enrique se unieron para invadir Francia, pero la fuerte resistencia encontrada en los asedios de Boulogne-sur-Mer y Saint-Dizier impidieron una contundente ofensiva anglo-española.
A finales de 1544 Carlos y Francisco firmaron la paz de Crépy, que incluía un enlace matrimonial entre ambas monarquías, pero la muerte del hijo de Francisco, candidato a la boda, dejó el acuerdo de paz inacabado.  Enrique VIII de Inglaterra continuó la guerra en solitario hasta 1546, cuando el tratado de Ardres restauró finalmente la paz entre Inglaterra y Francia.  La muerte de los monarcas inglés y francés a comienzos de 1547 dejó la resolución del conflicto en manos de sus herederos.

## Antecedentes

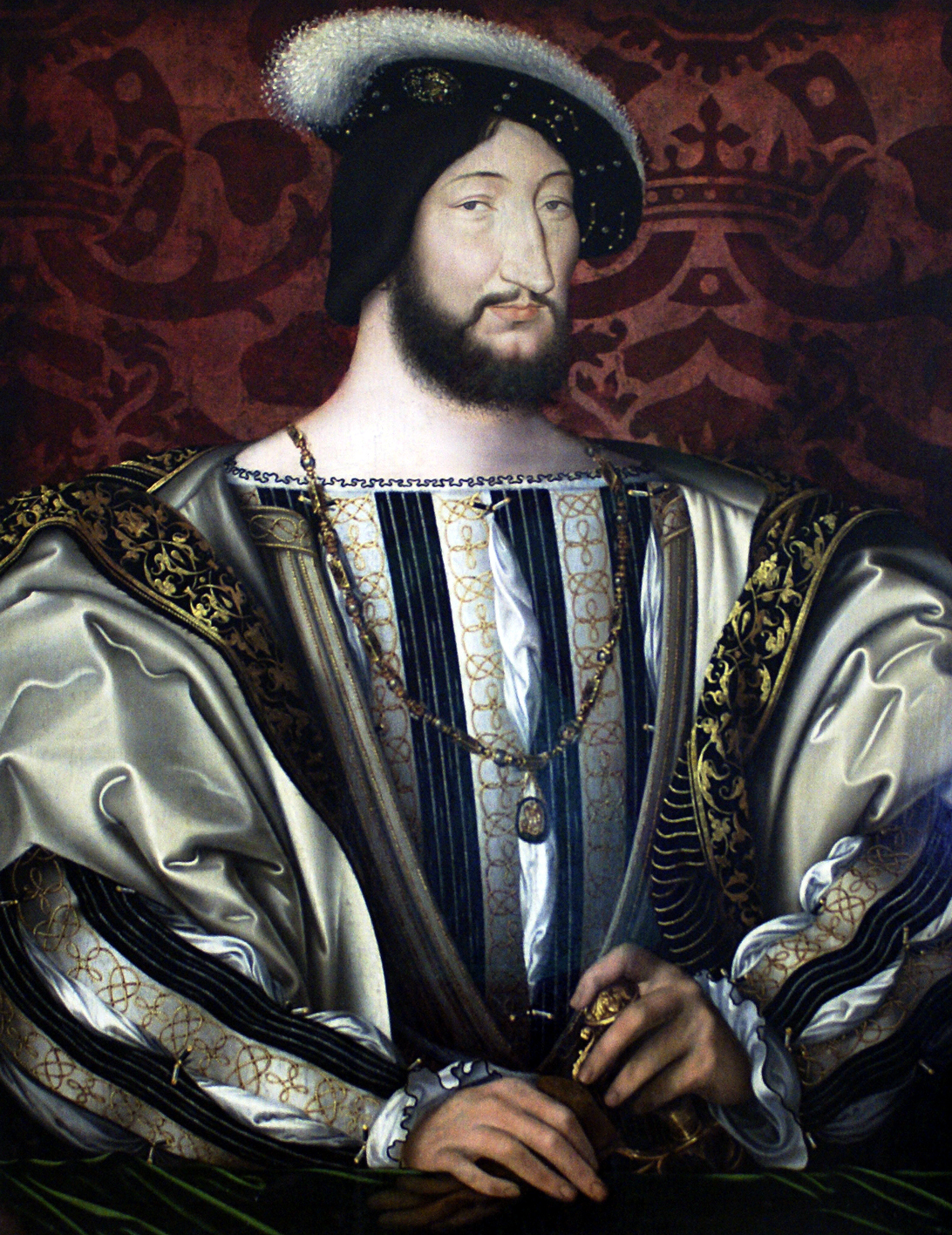
Francisco I.

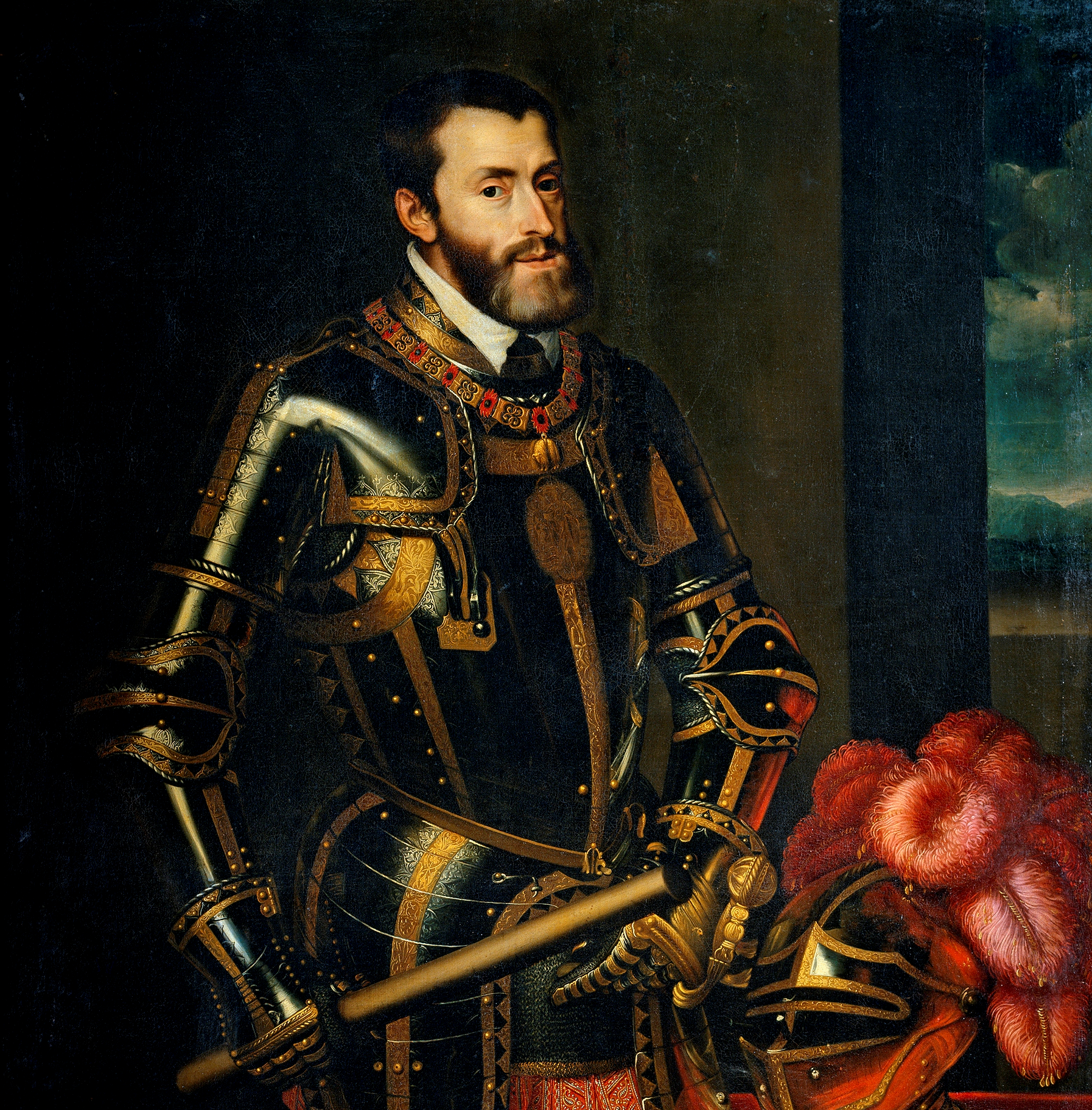
Carlos V.

La tregua de Niza, con la que había terminado la guerra italiana de 1536 - 1538, había aportado muy poco a la resolución del conflicto entre el emperador Carlos V del Sacro Imperio Romano Germánico y el rey de Francia Francisco I;  aunque las hostilidades habían terminado, ninguno de los dos monarcas estaba satisfecho con el resultado de la guerra.  Francisco seguía deseando para sí el Milanesado, sobre el cual tenía derechos dinásticos, y Carlos insistía en que Francisco debía cumplir con lo acordado en el tratado de Madrid, firmado por el rey francés durante su cautiverio en España tras la guerra italiana de 1521-1526.  Otros motivos adicionales de discordia eran las reclamaciones territoriales de ambos: Carlos sobre el ducado de Borgoña y Francisco sobre Nápoles y Flandes.
Las negociaciones entre las dos potencias continuaron durante 1538 y 1539.  Este año Francisco invitó a Carlos -que afrontaba la rebelión de Gante en los Países Bajos- a pasar por Francia en su camino desde España hacia el norte.  Carlos aceptó, siendo bien recibido; pero mientras su deseo era discutir con su anfitrión de asuntos religiosos, dejó de lado las diferencias políticas, y cuando abandonó el territorio francés no se había llegado a ninguna conclusión.
En marzo de 1540 Carlos propuso solucionar el problema mediante la boda de su hija María con el hijo de Francisco Carlos de Angulema; la pareja heredaría los Países Bajos, Borgoña y Charolais tras la muerte del emperador.  A su vez Francisco cesaría en sus reclamaciones sobre los ducados de Milán y Saboya, ratificando los tratados de Madrid y Cambrai, y aliándose con Carlos.  Francisco, considerando la pérdida de Milán como un precio demasiado alto por la futura posesión de los Países Bajos, y reacio a  ratificar los tratados, hizo su propia contraoferta:  el 24 de abril accedió a renunciar  a Milán a cambio de la entrega inmediata de los Países Bajos.  Las negociaciones continuaron durante semanas, pero fueron abandonadas en junio de 1540 sin que ambas partes hubieran llegado a un acuerdo.

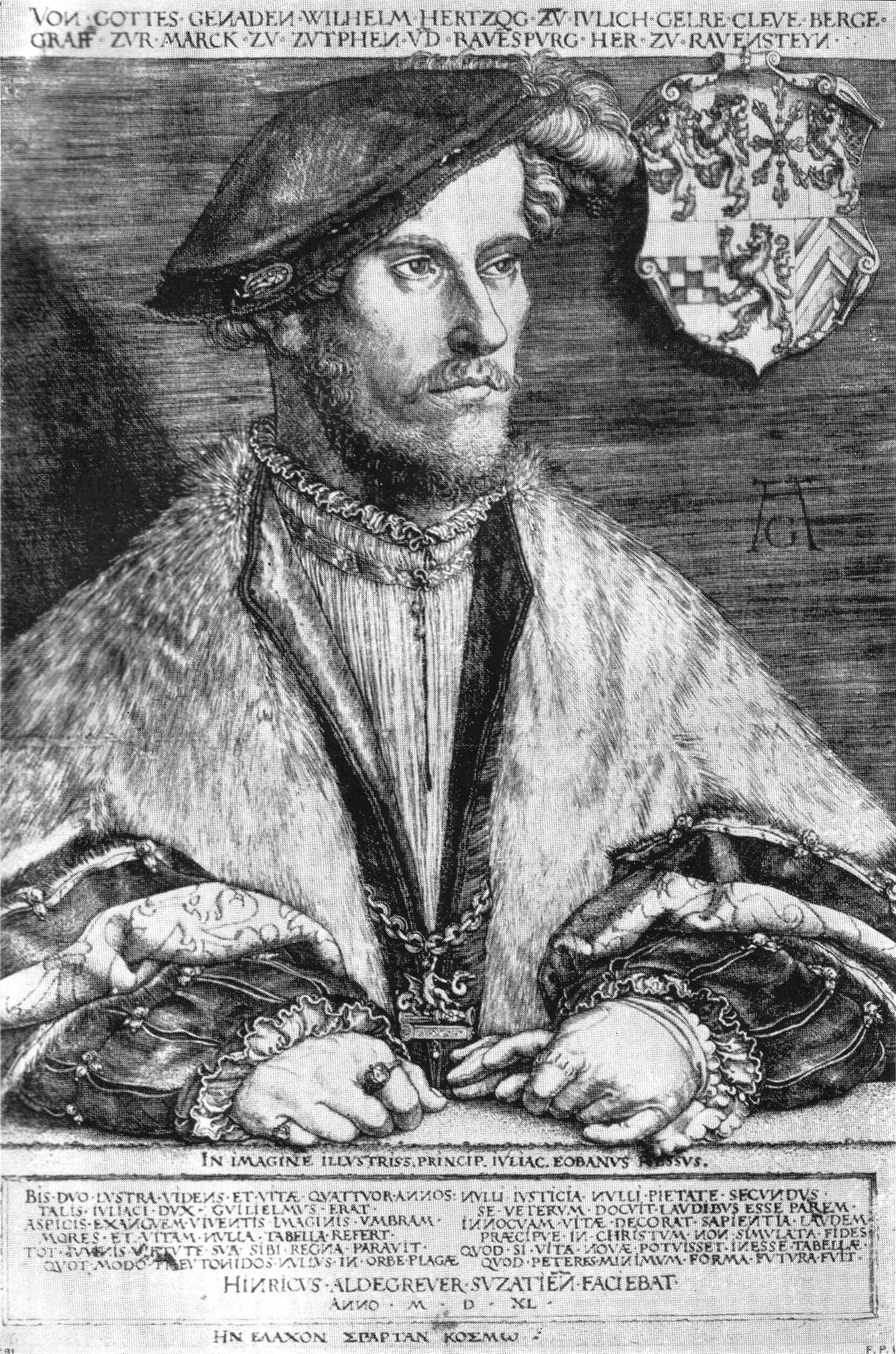
Guillermo de Jülich-Cleves-Berg.

En busca de aliados para su causa Francisco encontró el apoyo de Guillermo, duque de Jülich-Cleves-Berg, que mantenía una disputa con Carlos sobre la sucesión de Güeldres; la alianza quedó sellada con el matrimonio de Guillermo con Juana III de Navarra, sobrina de Francisco. Este también buscó el apoyo de la Liga de Esmalcalda, pero el acuerdo no llegó a hacerse efectivo: la Liga alcanzó su propio acuerdo con el emperador en 1542.  Más fructífera fue la alianza francesa con Solimán I del Imperio otomano, que continuando su avance por Hungría obligaba a dividir la atención del ejército imperial.
El 4 de julio de 1541 el embajador francés en la corte otomana, Rincón, resultó muerto por las tropas imperiales cerca de Pavía.  En respuesta a las protestas de Francisco, Carlos negó toda responsabilidad, comprometiéndose a llevar a cabo una investigación sobre el hecho con la ayuda del Papa; Carlos estaba preparando una expedición militar al norte de África y quería evitar enfrentamientos en Europa.
A finales de septiembre de 1541, Carlos estaba en Mallorca, preparando un ataque contra Argel;  Francisco, considerando poco ético atacar a un correligionario cristiano mientras luchaba contra el infiel, prometió no declarar la guerra mientras el emperador estuviera en campaña.  La expedición imperial, conocida como la jornada de Argel, fracasó estrepitosamente debido en gran parte a las condiciones climatológicas, y Carlos regresó a España con sus tropas en noviembre.  
El 8 de marzo de 1542 el nuevo embajador francés regresó de Constantinopla habiendo obtenido el compromiso otomano de aliarse a Francia en su guerra contra Carlos.  Francisco declaró la guerra el 12 de julio del mismo año, aduciendo varios motivos en su justificación, entre ellas la muerte de Rincón, a la que calificó como "una ofensa tan grande, tan detestable y tan extraña en aquellos que ostentan el título y cualidad de príncipe, que no puede ser de ninguna manera perdonada ni sufrida".

## Primeras operaciones y tratado de Venlo

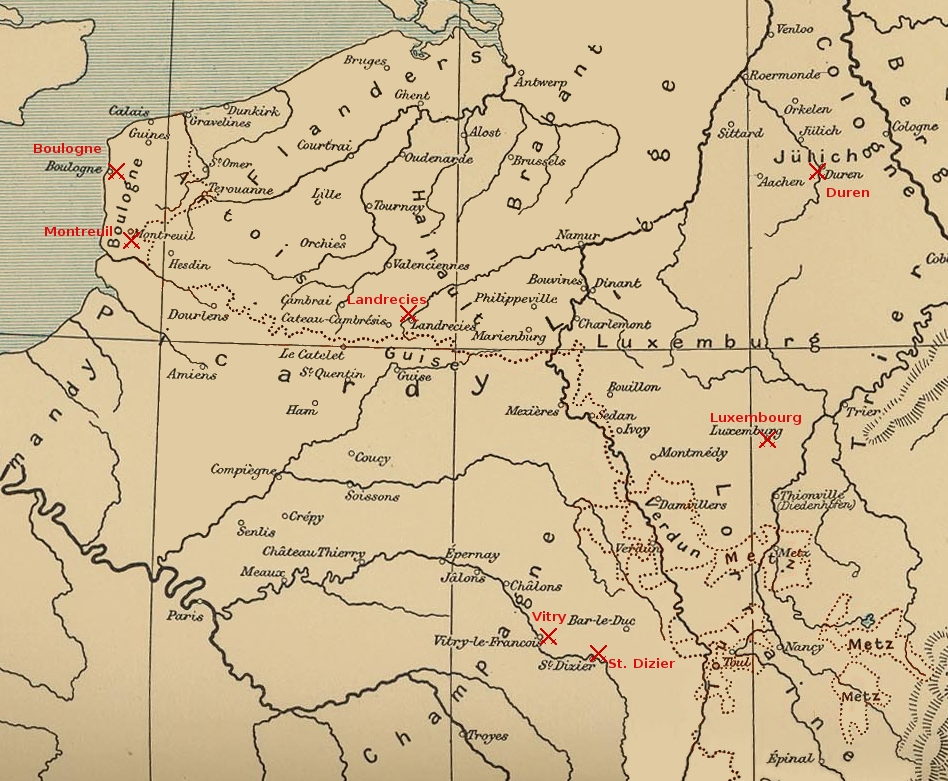
Batallas y asedios en el norte de Francia y los Países Bajos durante la guerra.

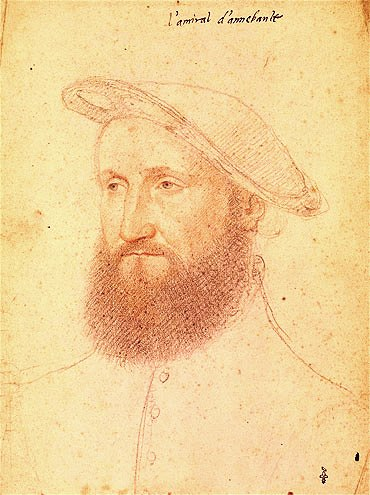
D'Annebault.

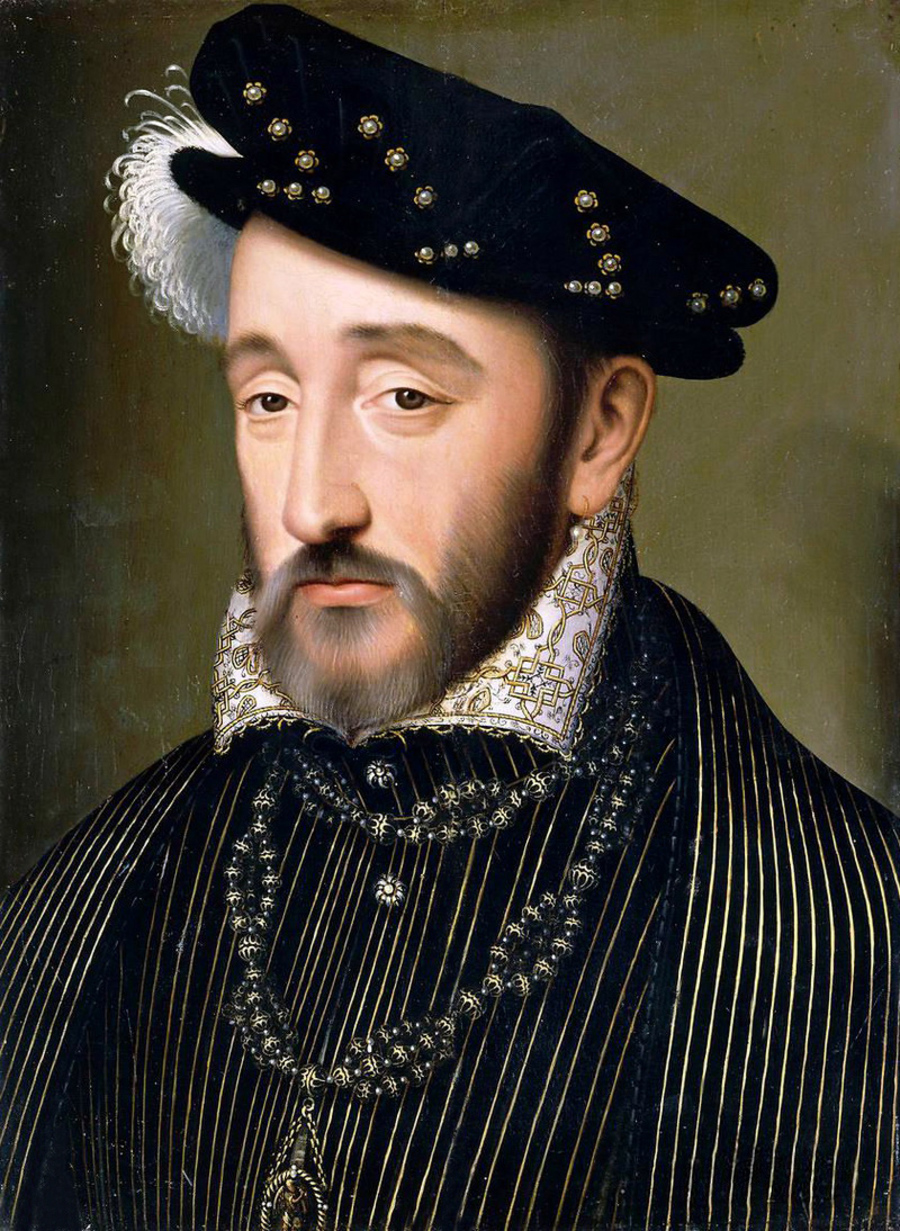
Enrique II.

Francia lanzó inmediatamente una ofensiva militar en dos frentes contra Carlos.  En el norte, el duque de Orleans atacó Luxemburgo, capturando la ciudad durante un corto período de tiempo; en el sur, un gran ejército bajo el mando de Claude d'Annebault y el primogénito de Francisco Enrique asedió sin éxito la ciudad de Perpiñán (1542), en aquella fecha perteneciente al Imperio español.  Francisco, mientras tanto, se encontraba en La Rochelle, ocupándose de las revueltas populares surgidas como consecuencia de la proposición de reforma de las gabelas.

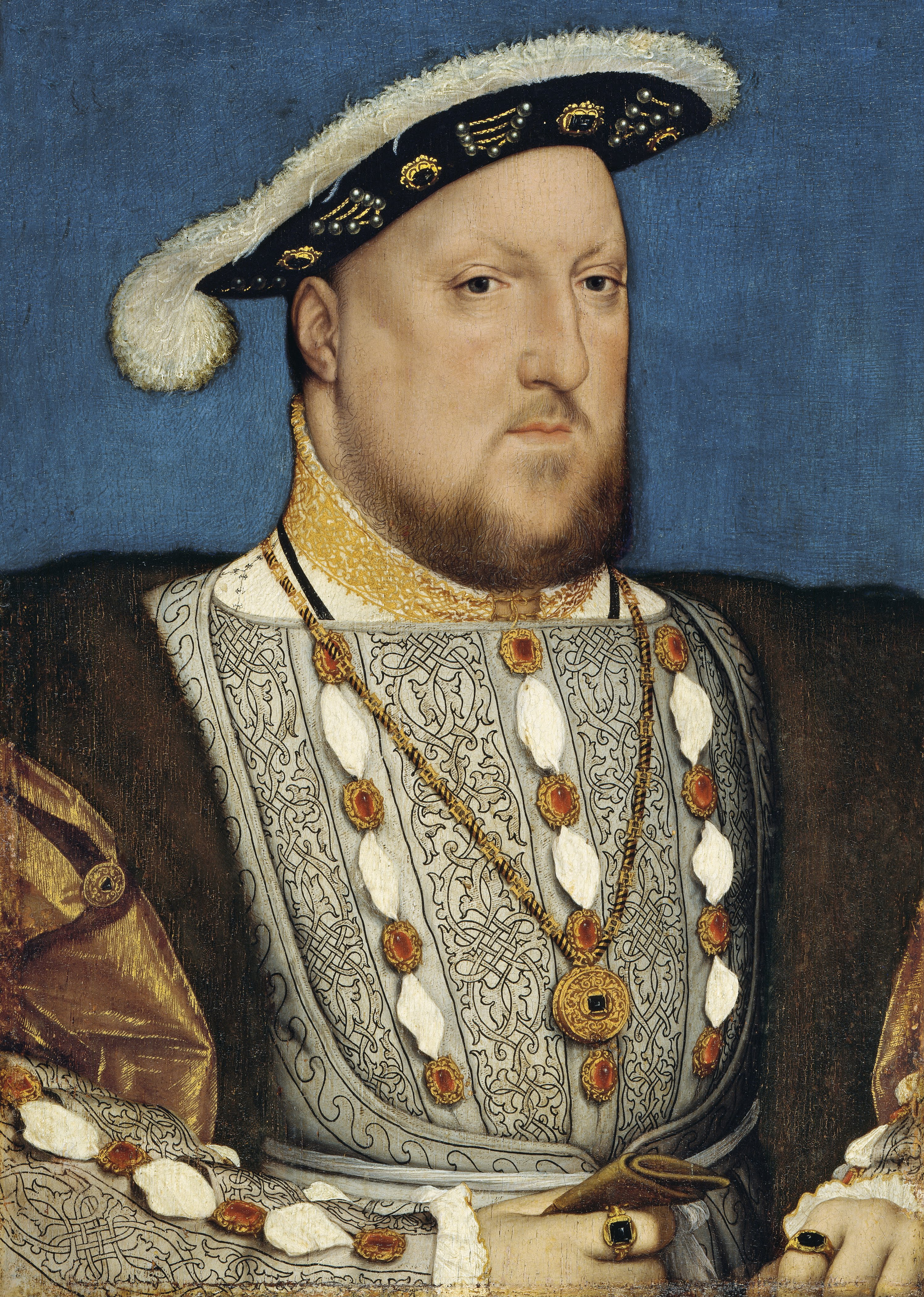
Enrique VIII.

En este punto, las relaciones entre Francisco y Enrique VIII de Inglaterra se estaban agriando. Enrique, predispuesto contra Francia por el impago de varias pensiones que se le debían bajo los términos de varios tratados, enfrentaba ahora con la injerencia francesa en Escocia, donde negociaba la boda de su hijo Eduardo con María I de Escocia. Intento fallido que desencadenaría invasión inglesa de Escocia en las guerras del Rough Wooing.
Enrique había intentado comenzar la guerra contra Francia con anterioridad, pero las diferencias religiosas con el católico Carlos dificultaron la firma de una  alianza entre ambos monarcas; finalmente, el 11 de febrero de 1543, Enrique y Carlos pactaron un tratado de alianza ofensiva en el que convenían la invasión de Francia en el plazo de dos años. En mayo de 1543 Enrique envió a Francisco un ultimátum y el 22 de mayo le declaró oficialmente la guerra.
Las hostilidades se desataron en el norte de Francia. Siguiendo las órdenes de Enrique, John Wallop cruzó el Canal de la Mancha al frente de un ejército de 5000 hombres destinado a la defensa de los Países Bajos. Las tropas francesas lideradas por Antonio de Borbón habían capturado Lillers en abril, y en junio d'Annebault había tomado Landrecies. Guillermo de Cleves se posicionó abiertamente del lado francés, invadiendo Brabante y marchando contra Artois y Henao. Francisco, inexplicablemente, detuvo el avance de sus tropas en Reims; entretanto, Carlos atacaba a Guillermo, invadiendo el ducado de Jülich y capturando Düren.
En apoyo de su aliado Guillermo de Cleves, Francisco ordenó al duque de Orleans y a d'Annebault marchar sobre Luxemburgo, que tomaron el 10 de septiembre, pero la ayuda llegó demasiado  tarde para Guillermo: tres días antes este había firmado su rendición ante las fuerzas de Carlos mediante el tratado de Venlo, según el cual Guillermo cedía Güeldres y Zutphen, y se comprometía a apoyar la supresión de la Reforma. Carlos avanzó en dirección a Landrecies con intención de sitiarlo, buscando el enfrentamiento abierto contra Francisco, pero este se retiró a San Quintín el 4 de noviembre, dejando a las tropas imperiales el camino libre para marchar hacia el norte y sitiar Cambrai.

## Niza y Cerisoles

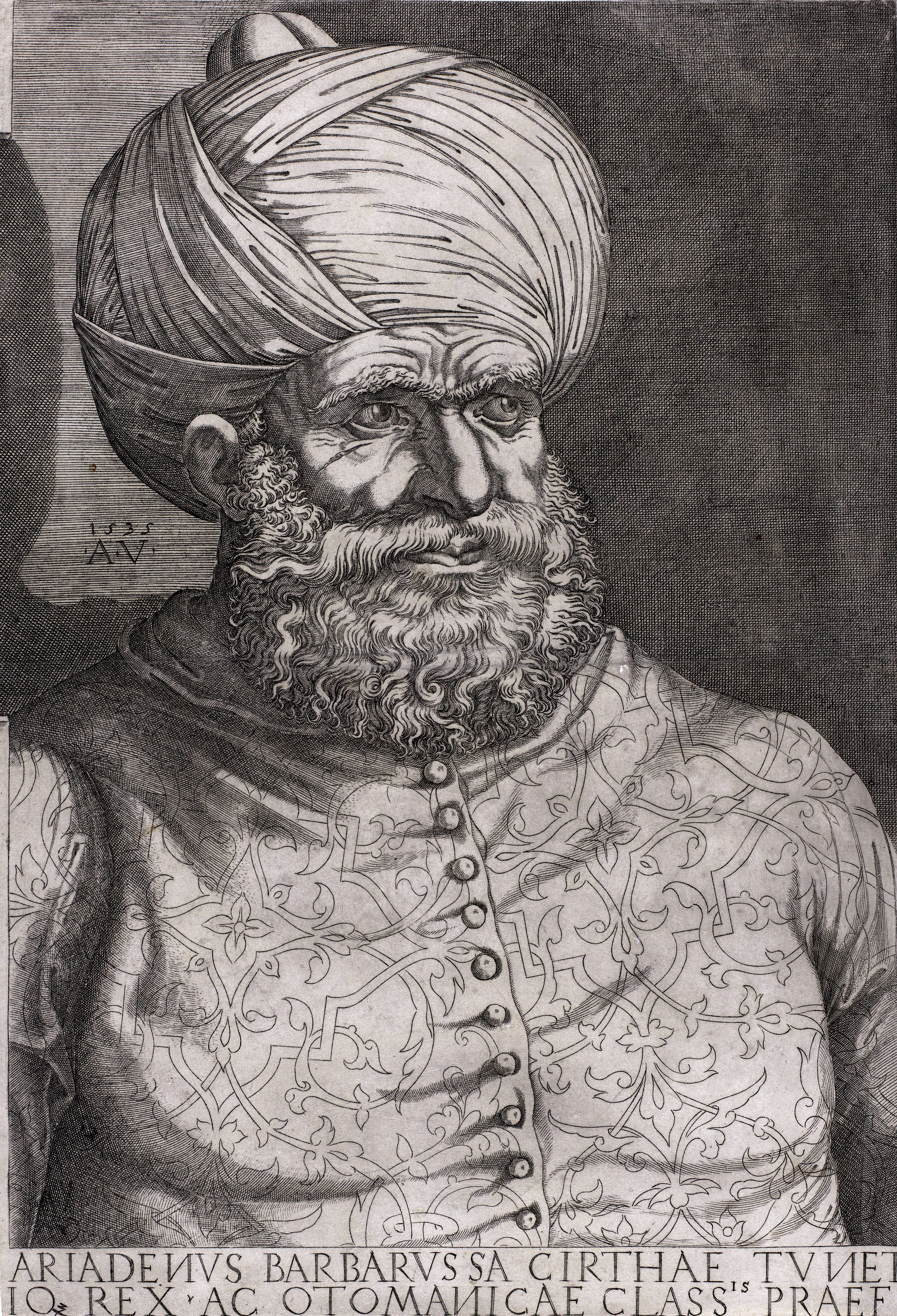
Barbarroja.

En el Mediterráneo, mientras tanto, se producían otros enfrentamientos. En abril de 1543 el sultán Solimán I había puesto la flota otomana de Barbarroja a disposición del rey de Francia.  Barbarroja zarpó de los Dardanelos con más de cien galeras y penetrando por la costa italiana llegó en julio a Marsella, donde fue recibido por Francisco de Borbón, comandante de la flota francesa.  El 6 de agosto la flota conjunta franco-otomana se presentó ante Niza (1543),ciudad del Ducado de Saboya aliada imperial, y desembarcando sus tropas puso asedio a la ciudad.  Niza cayó el 22 de agosto, aunque la ciudadela resistió hasta la liberación de la ciudad el 8 de septiembre.
Barbarroja amenazó a sus aliados con retirar su apoyo si no se le daban los medios necesarios para reabastecer su flota;  en respuesta, Francisco ordenó la evacuación de los habitantes de Tolón (excepto los cabezas de familia), y entregó la ciudad a Barbarroja para ser utilizada como base de operaciones para su ejército de 30.000 soldados durante los siguientes ocho meses.   El rey francés, incómodo por la presencia de los otomanos, les negó su ayuda para recapturar Túnez, y la flota otomana partió hacia Estambul en mayo de 1544, saqueando a su paso la costa napolitana.

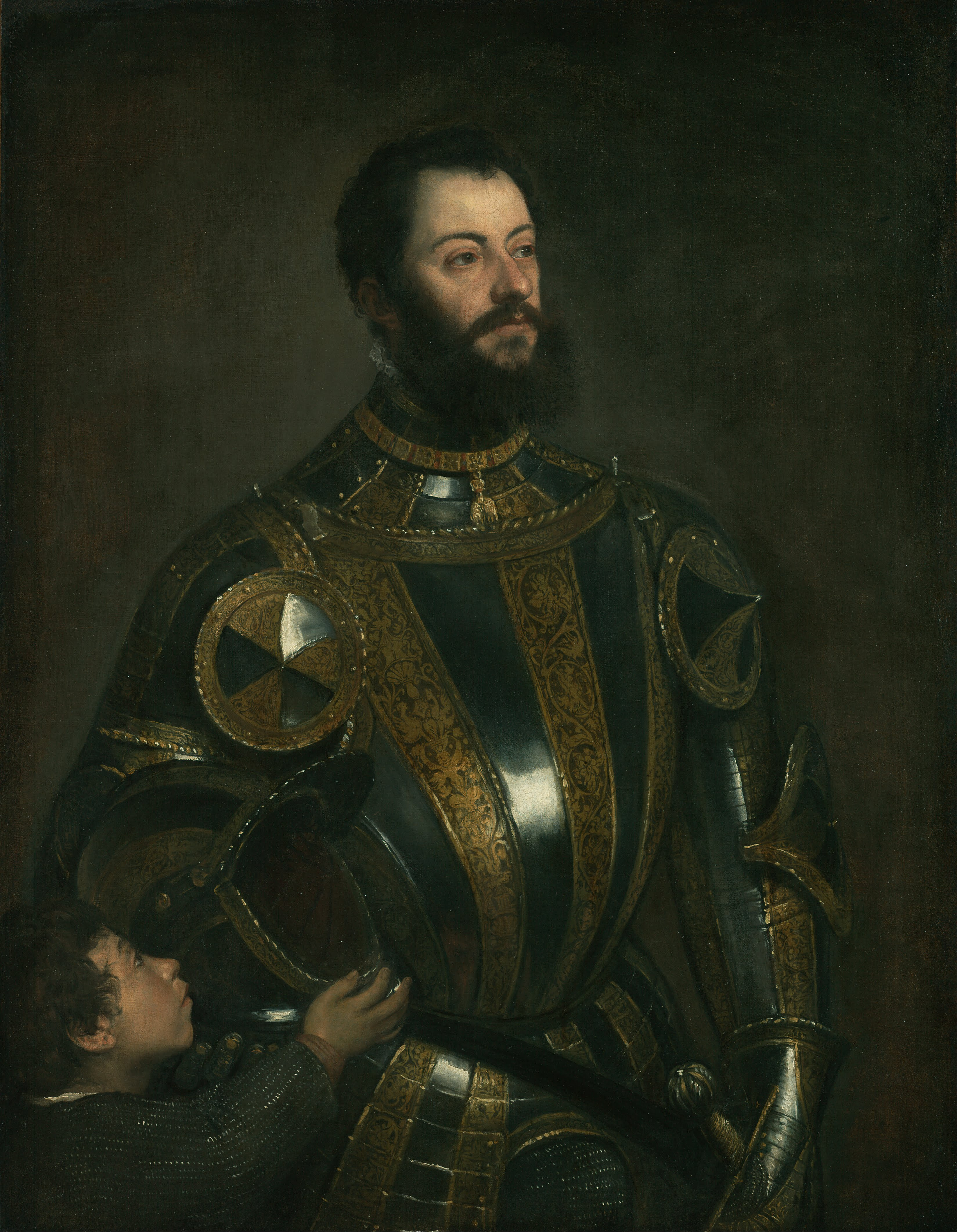
Alfonso de Ávalos

En el Piamonte, mientras tanto, los enfrentamientos estaban estancados entre Guigues Guiffrey, señor de Boutières, al mando del ejército francés y Alfonso de Ávalos; Ávalos había capturado la fortaleza de Carignano, y los franceses la habían puesto bajo asedio, intentando forzar al ejército imperial a una batalla decisiva.  Durante el invierno de 1543-44 Francisco reforzó considerablemente su ejército, poniendo a Francisco de Borbón al mando.  Ávalos, también fuertemente reforzado, avanzó hacia Carignano con intención de socorrerla;  el 11 de abril de 1544 ambos ejércitos entraron en combate en la batalla de Cerisoles, una de las pocas batallas libradas en el transcurso de la guerra.  Aunque las fuerzas francesas salieron victoriosas, la inminente invasión de Francia por Carlos y Enrique forzó a Francisco a retirar gran parte de sus tropas en el Piamonte para asegurar el territorio francés, dejando a Francisco de Borbón sin los efectivos necesarios para tomar Milán.  En junio del mismo año, la victoria de Ávalos sobre un ejército de mercenarios italianos al servicio de Francia en la batalla de Serravalle marcó el final de la campaña en territorio italiano

## Invasión de Francia
El 31 de diciembre de 1543 Enrique y Carlos habían pactado la invasión conjunta de Francia; el 20 de junio de 1544 cada uno de ellos levantó un ejército de más de 35.000 soldados de infantería y 7.000 de caballería para enfrentar a los 70.000 efectivos de Francisco.  La campaña no pudo dar comienzo hasta que  Enrique y Carlos hubieran resuelto sus conflictos particulares con Escocia y los príncipes protestantes alemanes, respectivamente. El 15 de mayo Enrique fue informado por Edward Seymour, I duque de Somerset que Escocia no suponía ya una amenaza.  Mientras tanto, Carlos había alcanzado un acuerdo con los príncipes alemanes mediante la dieta de Speyer, y los electores de Sajonia y Brandeburgo accedieron a unirse a la invasión de Francia.
En mayo de 1544 se formaron dos ejércitos imperiales con el objetivo de invadir Francia: uno bajo el mando de Ferrante Gonzaga, virrey de Sicilia, al norte de Luxemburgo; el otro, con el propio Carlos al frente, en el Palatinado.  El 25 de mayo Gonzaga capturó Luxemburgo y avanzó hacia Commercy y Ligny, tomándolas en junio proclamando que el emperador había llegado para derrocar al "tirano aliado de los turcos".  El 8 de julio Gonzaga y sus tropas sitiaron Saint Dizier; Carlos y su ejército pronto se unirían a ellos.

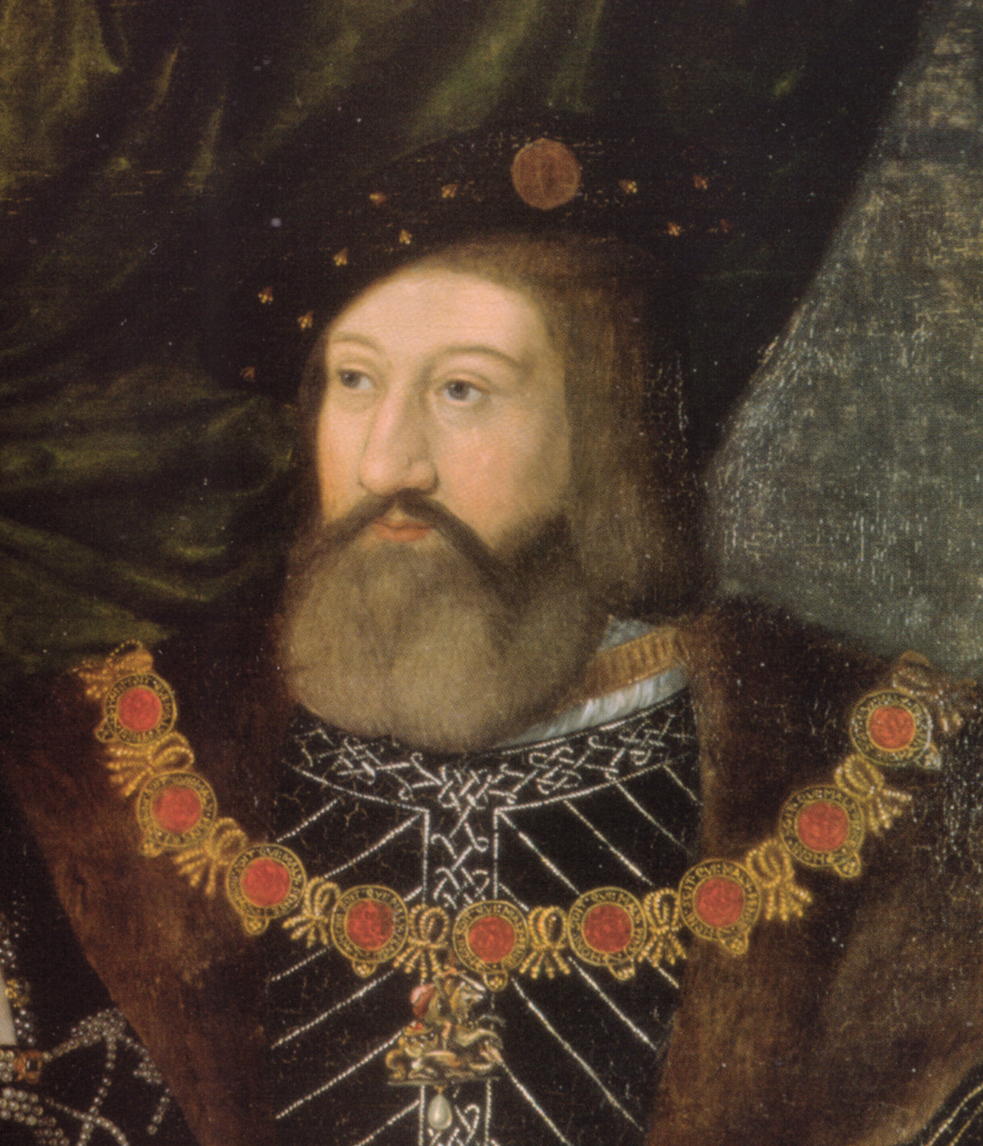
Charles Brandon.

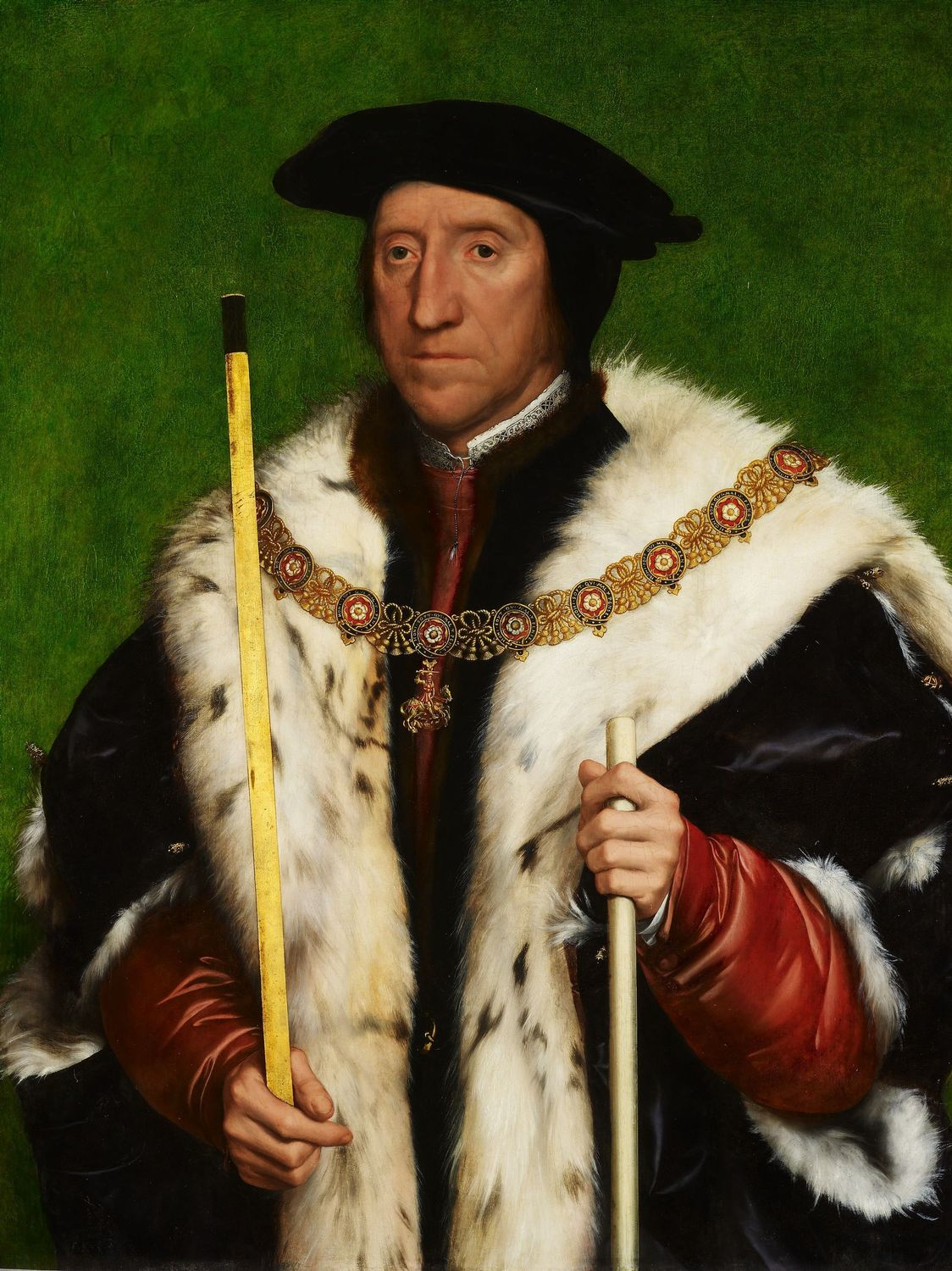
Thomas Howard.

Enrique, entretanto, había enviado unos 40.000 soldados a Calais dirigidos por Thomas Howard, III duque de Norfolk y Charles Brandon, I duque de Suffolk.  Mientras Enrique y Carlos continuaban discutiendo sobre los objetivos de la campaña y de su propia presencia en Francia, este ejército penetró lentamente en territorio francés, sin un destino claro. Finalmente se dividió en dos: Norfolk avanzó hacia Montreuil y Ardres, sitiando esta última sin mucho éxito, dada la falta de suministros adecuados y la mala organización;  Suffolk recibió órdenes de atacar Boulogne-sur-Mer.  El 14 de julio Enrique se unió a este ejército, que el día 19 comenzó el asedio de la ciudad, a pesar de las protestas del emperador que insistía en que las fuerzas inglesas debían avanzar sobre París.
Por su parte Carlos estaba demorado en Saint Dizier; la ciudad, fortificada por Girolamo Marini y defendida por Louis IV de Bueil, conde de Sancerre continuaba resistiendo al asedio de las tropas imperiales.  El 24 de julio Carlos tomó Vitry, desde donde los franceses habían atacado sus líneas de abastecimiento.  Finalmente Saint Dizier, a falta de bastimentos,  se rindió el 17 de agosto, permitiéndoseles la retirada con honores; el asedio de la ciudad, que había resistido 41 días, había conseguido frenar la ofensiva imperial.  Contra la opinión de algunos de sus consejeros, que sugerían la retirada, Carlos siguió hacia Châlons-en-Champagne, aunque se abstuvo de avanzar cruzando el río Marne por la presencia en Jâlons de fuerzas francesas.  Las tropas imperiales marcharon rápidamente por la provincia de Champagne tomando Épernay, Châtillon-sur-Marne, Château-Thierry y Soissons.
Las tropas francesas bajo el mando de Jacques de Montgomery, señor de Lorges saquearon Lagny-sur-Marne aduciendo la supuesta rebelión de sus habitantes, pero no se hizo ningún intento serio de interceptar el avance del ejército imperial.  La población de París era presa del pánico ante la esperada llegada de la guerra a la ciudad, aunque Francisco insistía en que sus habitantes no tenían nada que temer.  Carlos finalmente detuvo su avance y volvió atrás el 11 de septiembre.  Entretanto Enrique dirigía personalmente el asedio a Boulogne sur Mer; la ciudad fue rendida el 14 de septiembre.

## Tratado de Crépy
Carlos, necesitado de fondos y preocupado por el creciente amenaza religiosa en Alemania, consultó con Enrique la cuestión de si debían continuar la invasión o negociar la paz.  Sin embargo, en la fecha en que Enrique recibió la misiva del emperador ya este había concluido un acuerdo con Francisco (la paz de Crépy) el 18 de septiembre de 1544.  Según los términos del acuerdo Francisco y Carlos renunciarían a sus reclamaciones territoriales y establecerían el statu quo acordado en la tregua de Niza de 1538; Carlos de Angulema contraería matrimonio bien con la hija de Carlos I (María), en cuyo caso recibiría como dote los Países Bajos españoles y el Franco Condado, o bien con su sobrina  (Ana), en cuyo caso recibiría el ducado de Milán. La muerte de Carlos de Angulema en 1545 dejaría el acuerdo sin completar.

## Boulogne
El conflicto entre Francia e Inglaterra continuó.  El ejército del delfín avanzó sobre Montreuil, forzando a Norfolk a levantar el asedio; Enrique regresó a Inglaterra a finales de septiembre de 1544, ordenando a Norfolk y a Suffolk defender Boulogne sur Mer.  Estos pronto desobedecieron las órdenes y se retiraron con el grueso del ejército inglés a Calais, dejando unos 4.000 hombres para la defensa de la ciudad. El delfín aprovechó para sitiar Boulogne, lanzando un ataque contra esta el 9 de octubre que estuvo cerca de conquistar la ciudad, pero fue forzado a retirarse por las tropas inglesas que volvieron contra él.  
Las negociaciones de paz que se llevaron a cabo en Calais resultaron un fracaso: Enrique se negó a devolver Boulogne-sur-Mer e insistió en que Francisco retirase su apoyo a los escoceses.  Carlos, que había sido designado como mediador entre ambos, estaba influido por sus propias desavenencias con el rey inglés.

## Invasión de Inglaterra
Tras el desacuerdo Francisco planeó un ataque contra Inglaterra;  reunió en Normandía un ejército de 30.000 hombres y armó en El Havre una flota de 400 naves que puso bajo el mando de Claude d'Annebault.  El 31 de mayo de 1545 otra fuerza francesa desembarcó en Escocia.  En julio las tropas inglesas de John Dudley, I duque de Northumberland prepararon un ataque contra la flota francesa, que resultó fallido a causa del mal tiempo.  Finalmente, tras una cadena de accidentes en los que se perdieron dos barcos, la flota de D'Annebault zarpó de El Havre el 16 de julio e intentó la invasión de la isla de Wight, en el sur de Inglaterra.  En los días siguientes los ejércitos inglés y francés se enfrentaron en las batallas de Solent y Bonchurch, que terminaron con la retirada francesa.  El 15 de agosto D'Annebault hizo un intento final en Beachy Head, pero se retiró hacia Francia tras una breve escaramuza. 

## Tratado de Ardres
En septiembre de 1545 la guerra había llegado a un punto muerto; necesitados de fondos y de tropas, ambos bandos buscaban la complicidad de los príncipes protestantes alemanes.  Enrique, Francisco y Carlos intentaban romper el estancamiento por la vía diplomática, pero sin resultado práctico por la desconfianza mutua entre ellos.  En enero de 1546 Enrique envió al conde de Hertford a Calais, aparentemente para preparar una ofensiva, pero esta nunca llegó a materializarse.
Francisco no pudo afrontar la reanudación de una gran guerra, y Enrique solamente estaba interesado en resolver la cuestión de Boulogne.  Las negociaciones entre ambos, iniciadas el 6 de mayo, dieron como fruto la firma del tratado de Ardres el 7 de junio de 1546. Según los términos de este acuerdo Enrique permanecería en posesión de Boulogne hasta 1554, fecha en la que sería devuelta a Francia a cambio de dos millones de escudos (al oír el precio solicitado por la ciudad, el embajador imperial auguró que la ciudad permanecería para siempre en manos inglesas); entretanto ninguno de los dos bandos levantaría fortificaciones en la región, y Francisco retomaría los pagos de las pensiones que se le debían a Enrique.  Este, por su parte, se comprometía a no atacar a los escoceses sin causa.

## Consecuencias

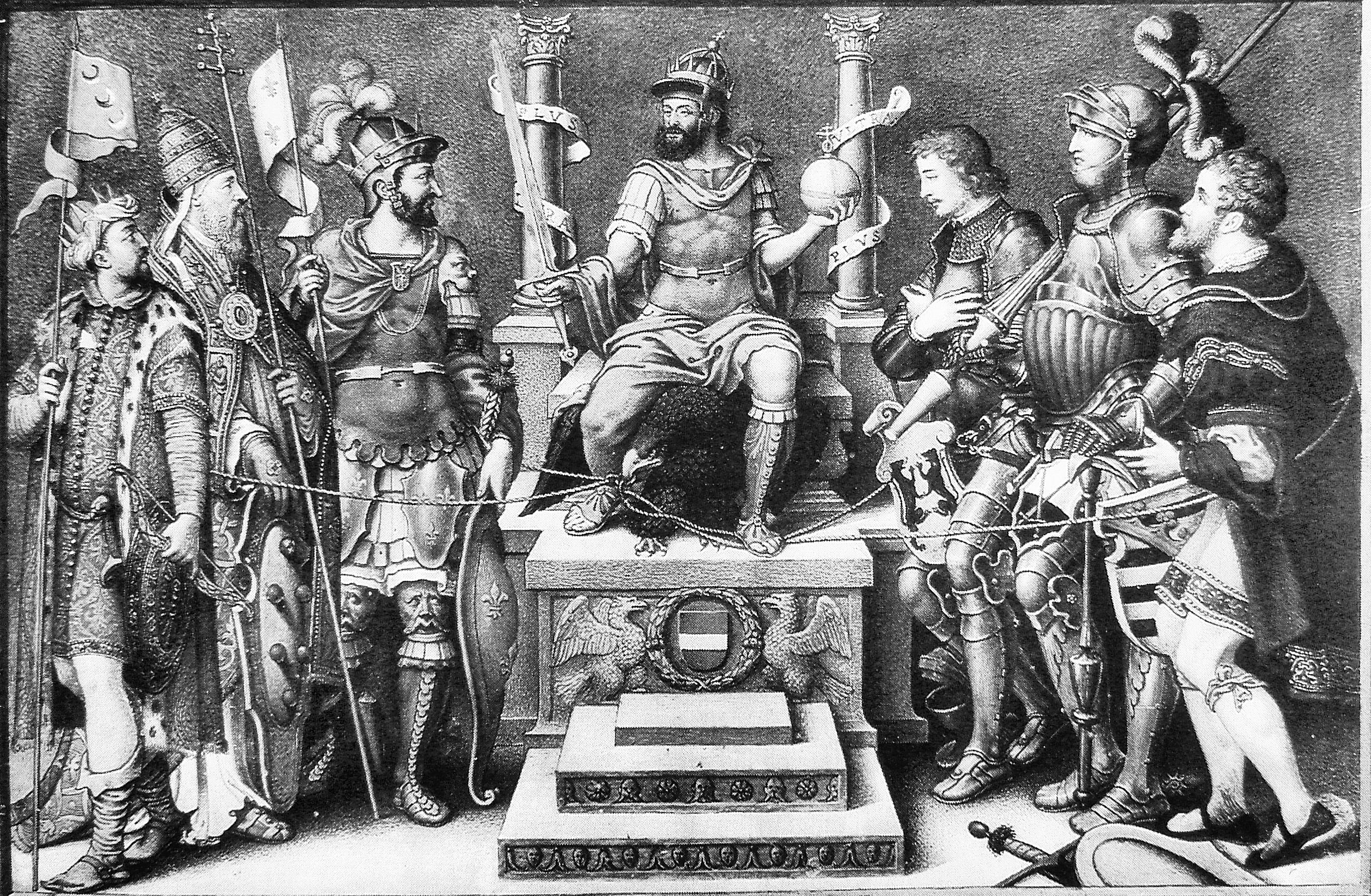
Carlos V entronizado sobre sus enemigos derrotados.

La guerra resultó desorbitadamente cara para los principales participantes; tanto para Francisco I de Francia como Enrique VIII de Inglaterra resultó el conflicto  más costoso de sus reinados.  En Inglaterra, la necesidad de fondos llevó a lo que Elton llamaría "una carga de impuestos sin precedentes", así como a la devaluación sistemática de la moneda.  Francisco también estableció nuevos impuestos y afrontó serias reformas financieras; por este motivo no pudo asistir a los príncipes alemanes protestantes de la Liga de Esmalcada que en 1546 declararon la guerra al emperador Carlos V.  Este resultaría vencedor en 1547 tras la batalla de Mühlberg.  En el frente con los otomanos, la conclusión de la tregua de Adrianópolis del mismo año llevaría los enfrentamientos entre Solimán y los Habsburgo a un cese temporal.
Enrique VIII de Inglaterra murió en enero de 1547;  a últimos de marzo le siguió Francisco.  Los sucesores de Enrique continuaron sus desavenencias con Escocia, y cuando en 1548 los enfrentamientos con los escoceses condujeron a la reanudación de las hostilidades en Boulogne, decidieron evitar una guerra en dos frentes devolviendo la ciudad cuatro años después, el 16 de mayo de 1550. 
Las causas originales de la guerra (principalmente la disputa de los derechos dinásticos en Italia) continuaban sin estar resueltas.  En 1551 Enrique II de Francia volvería a declarar la guerra a Carlos V.